# Klismós

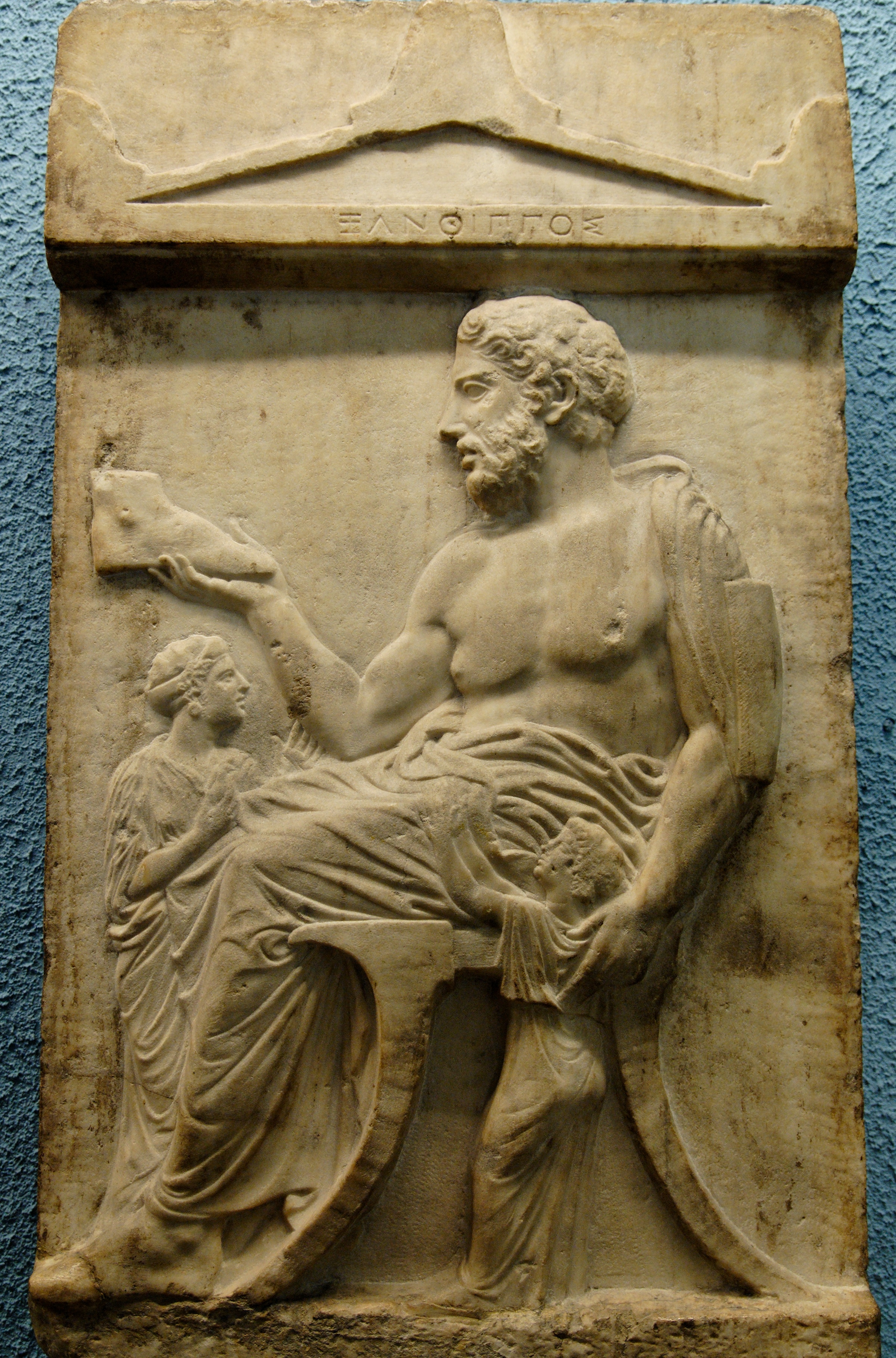
Klismós con respaldo curvo y cónico, patas curvadas. Estela funeraria de Jantipo, Atenas, ca. 430-420 A.C.

Klismós (en griego antiguo: κλισμός) es un tipo de silla familiar en la antigua Grecia, que está presente en representaciones de muebles antiguos pintados en vasos de cerámica griega y en bajorrelieves desde mediados del siglo V a. C. en adelante. 

## Antigua Grecia
En los poemas épicos, al término klismós se le da el significado de sillón, pero no hay una descripción específica con respecto a su forma. en la Ilíada XXIV, después de la petición de Príamo, Aquiles se levanta de su trono, levanta al anciano, va a preparar el cuerpo de Héctor para el funeral y vuelve a ocupar su lugar en su klismós.
Una pintura en un vaso de un sátiro que lleva una silla klismós sobre los hombros ilustra claramente su forma. Las patas curvadas y cónicas de la silla klismós divergen hacia delante y hacia atrás, ofreciendo estabilidad. Las patas traseras continúan hacia arriba para apoyar un gran respaldo cóncavo que soporta los hombros de la persona sentada y es lo suficientemente bajo como para apoyar un codo sobre él. 
Los klismós cayeron en desuso durante el período helenístico; sin embargo, el teatro de Dioniso, al pie de la Acrópolis de Atenas, del siglo I, esculpió klismoi. Cuando se ha representado un klismós en retratos romanos de individuos sentados, las esculturas eran copias de obras griegas. La caída en desuso de los klismos podría deberse a un defecto de diseño, ya que las patas de la silla, que se doblan hacia fuera, podrían no ser capaces de soportar el peso de los que se sentaban en ella. La caída en desuso de los klismós en podría deberse a un defecto de diseño, ya que las patas de la silla, que se doblan hacia fuera, podrían no ser capaces de soportar el peso de los que se sentaban en ella.  

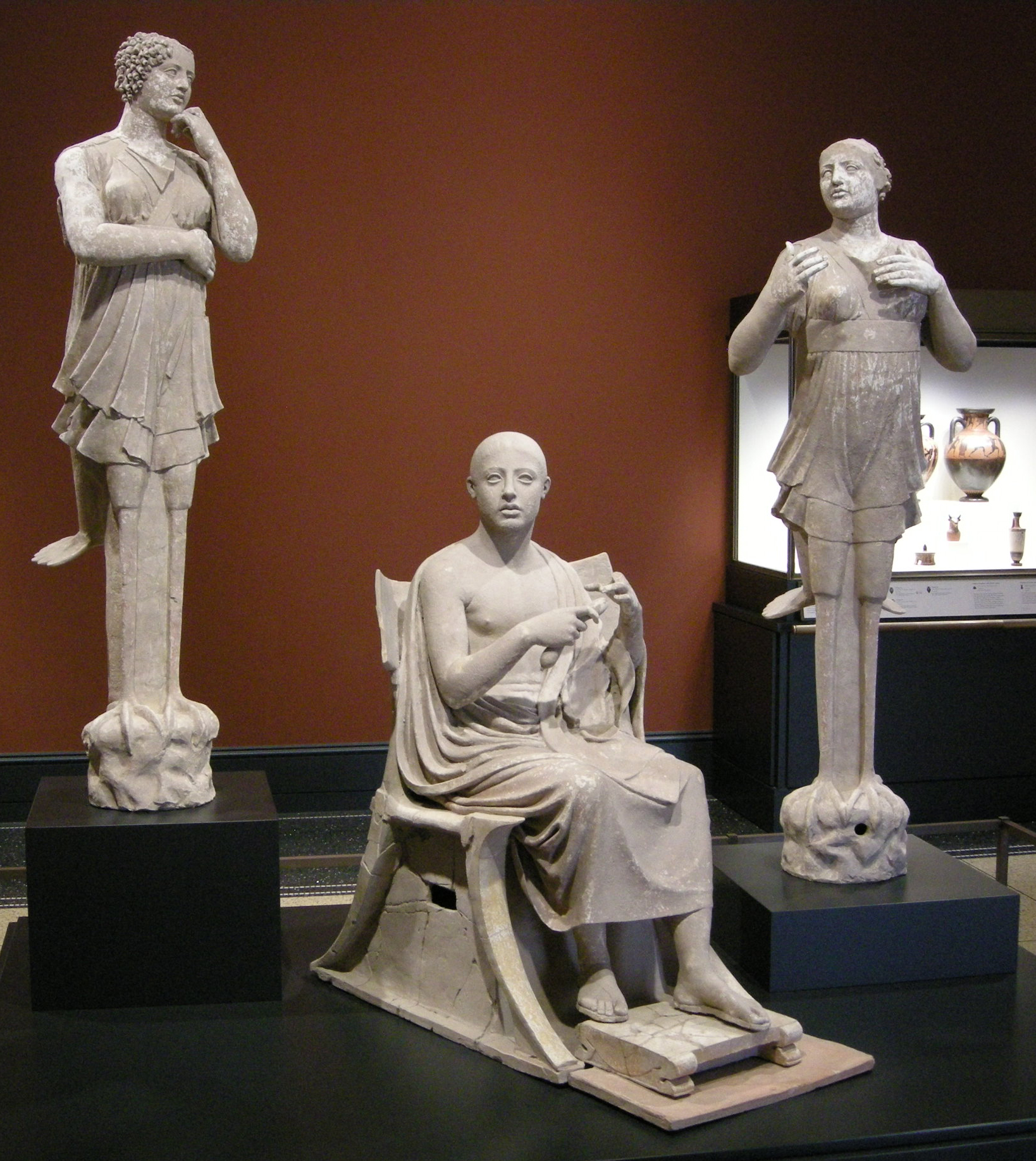
Grupo escultórico con un hombre sentado en un klismós en el Museo J. Paul Getty.
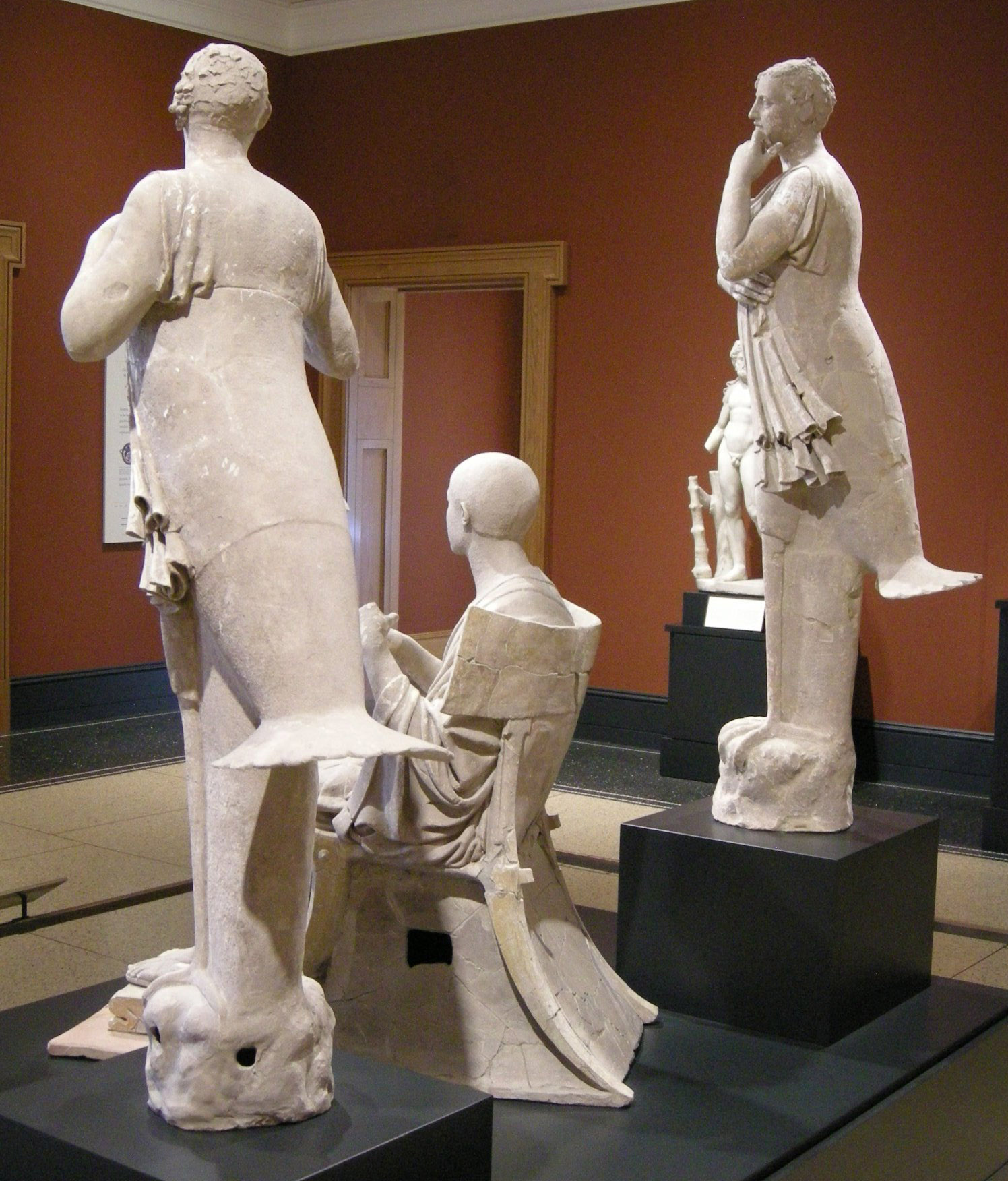
Vista trsera del mismo grupo escultórico.

## Neoclasicismo

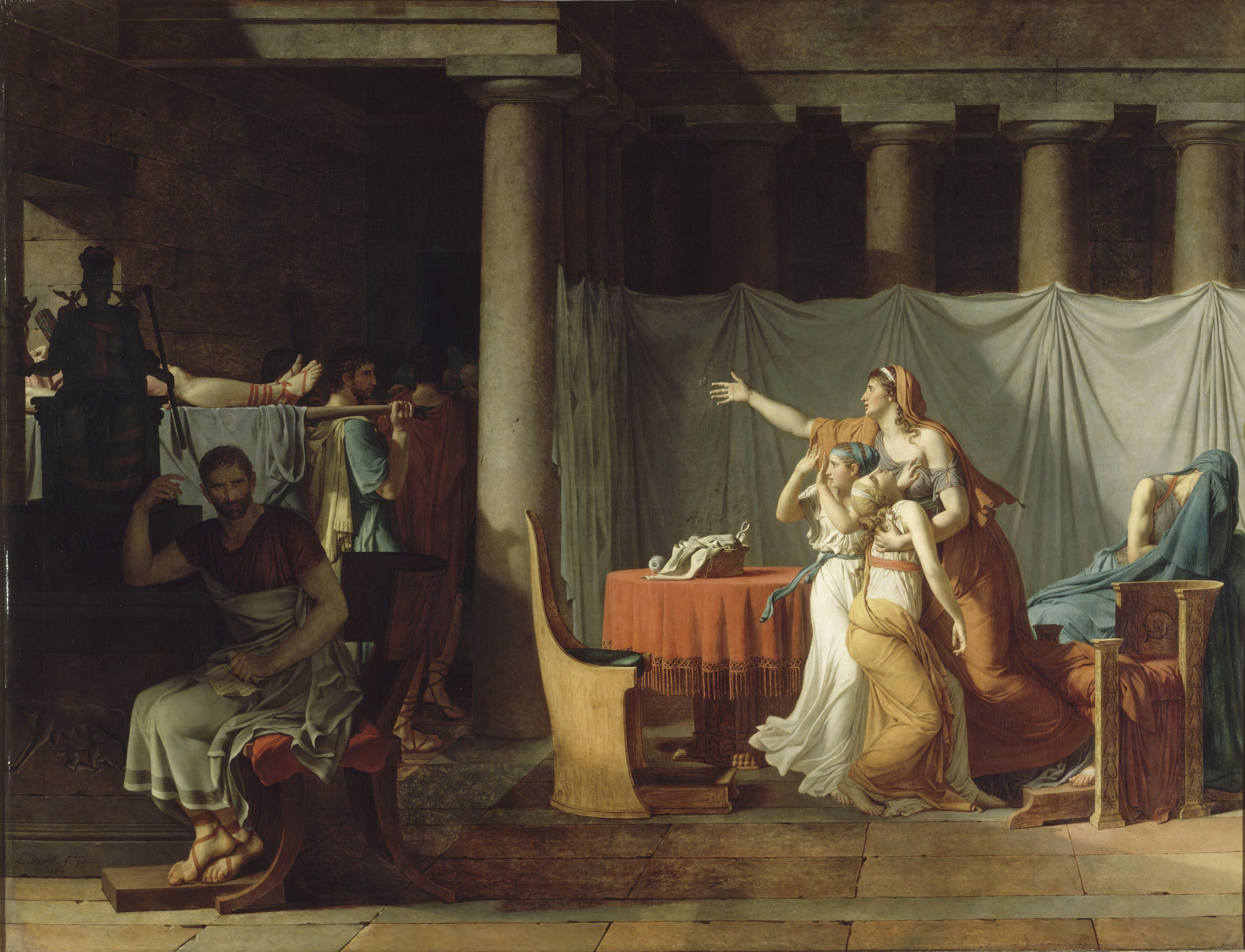
Los lictores llevan a Bruto los cuerpos de sus hijos, 1789, óleo sobre lienzo, 323 x 422 cm, Museo del Louvre, París.

El uso del klismós se retomó durante la segunda fase arqueológica del neoclasicismo europeo. Estuvieron muy presentes en París en los muebles comprados por el pintor Jacques-Louis David al fabricante de muebles Georges Jacob en 1788, para ser utilizados como accesorios en pinturas históricas por el propio David, ya que el nuevo sentido del historicismo exigía autenticidad visual. Los nuevos muebles aparecen en la pintura de David, Los lictores llevan a Bruto los cuerpos de sus hijos (1789). Sería difícil encontrar un klismós francés de época anterior a las diseñadas por el arquitecto Jean-Jacques Lequeu en 1786 para un mobiliario de estilo «etrusco» para el hotel Montholon, en el boulevard Montmartre, y fabricadas por Jacob; el mobiliario ha desaparecido, pero los dibujos en acuarela se conservan en el Cabinet des Medailles. Simon Jervis observó que Joseph Wright of Derby incluyó una silla similar en su Penelope Unraveling Her Web, 1783-1784 (Museo J. Paul Getty).
En Londres, las primeras sillas klismós fueron diseñadas por Thomas Hope para su casa en Duchess Street, Londres. Uno, adquirido por el Museo Fitzwilliam fue ilustrado en Recent Acquisitions at the Fitzwilliam Museum, el cual George Beaumont había descrito ya en 1804 como «más un museo que otra cosa»;[10] sillas klismós fueron ilustradas por Hope en diversas variaciones en Household Furniture and Interior Decoration (1807), registro de su casa-museo semipública. Una silla klismós también aparece en su cuaderno de dibujos, c. 1812, actualemtne en el Royal Institute of British Architects Las sillas klismós en su forma más pura amueblaron la pinacoteca de Hope (pl. II)  y la segunda sala que contiene vasos griegos (pl. IV), pero las patas de las sillas presentan variaciones sobre el tema clásico ilustrado en placas de cerámica griega. La pintura de Henry Moses Ilustración de nobles jugadores de cartas sentados en sillas klismós, apareció en Hope, Designs of Modern Costume (c. 1812).
Con la presencia de sillas klismós, una colección de vasos griegos, un autorretrato de Adam Buck y su familia, se pensó que representaba significativamente a Thomas Hope.
Las sillas klismós fueron diseñadas para Packington Hall, Warwickshire, por Joseph Bonomi el Viejo.

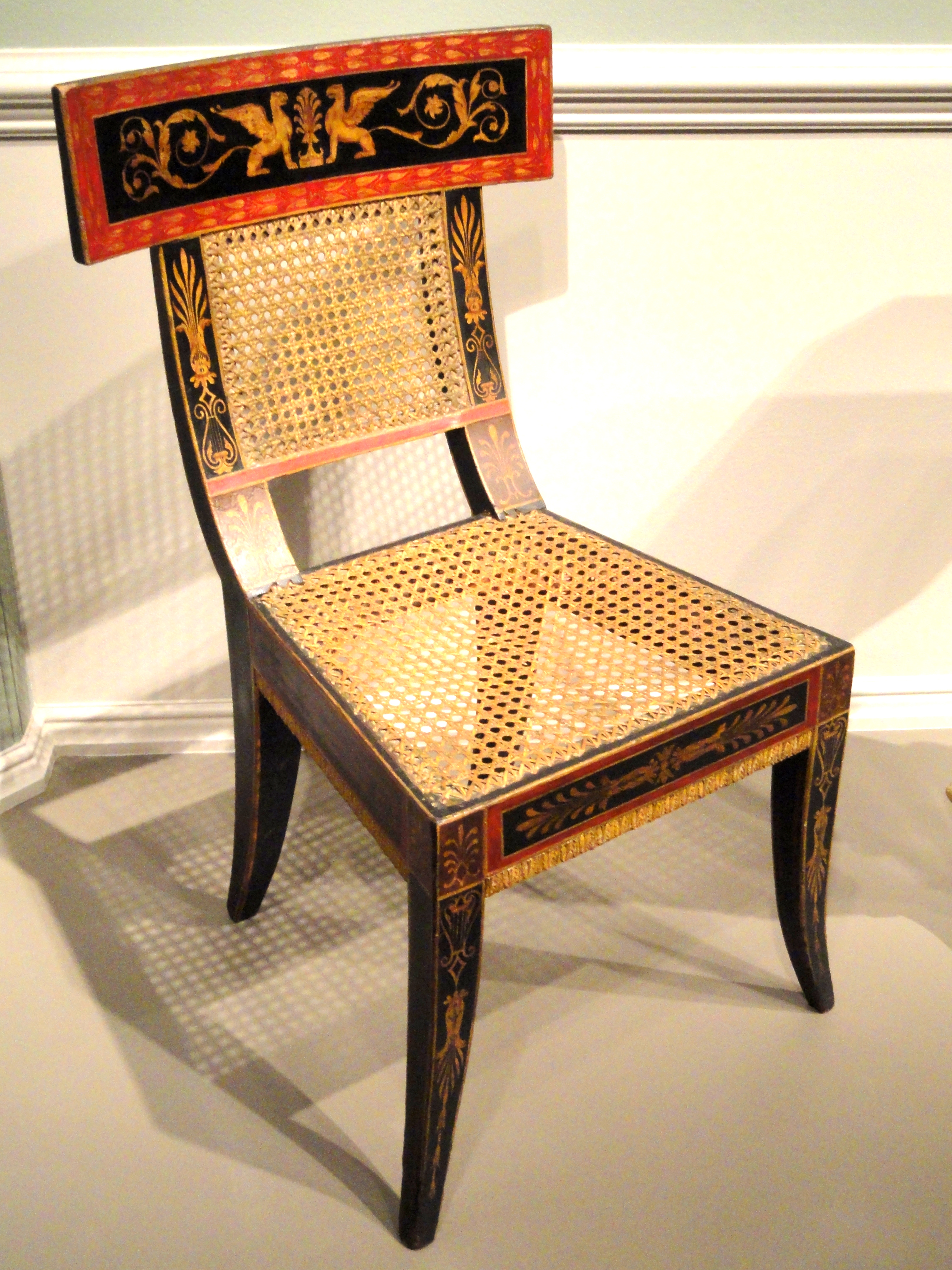
Galería Nacional de Arte (1808), de Benjamin Henry Latrobe, Filadelfia, Pensivania, Galería Nacional de Arte.
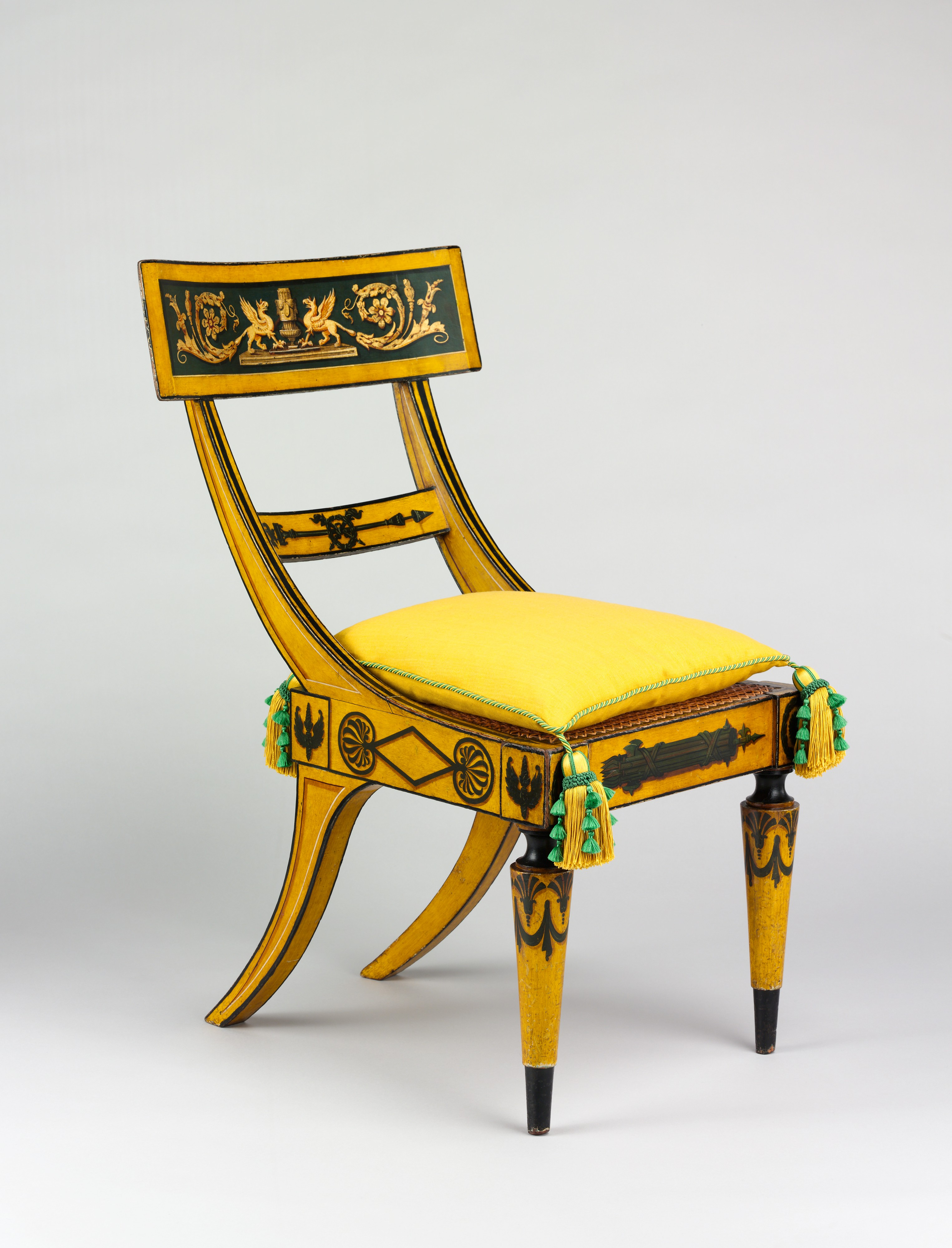
Galería Nacional de Arte (circa 1815-20) de John & Hugh Findlay, Baltimore, Maryland, Metropolitan Museum of Art.

Un renacimiento académico tan severo podría verse comprometido por características más familiares de la práctica habitual del fabricante de sillas: una silla klismós de principios del siglo XIX de J.E. Höglander, Estocolmo. Las columnas que formaban la parte posterior habían sido una característica de Thomas Sheraton, tenía un respaldo acolchado apoyado en cinco columnas delgadas[20] y las caras de las patas estaban ligeramente tapizadas.

## sigloXX
La fase de clasificación de  aliada con Art Deco encontró de nuevo a favor las líneas simples de los klismos: las sillas klismos diseñadas por el danés Edvard Thomspon fueron ilustradas En 1960, T. H. Robsjohn-Gibbings conoció a los ebanistas griegos Susan y Eleftherios Saridis, y juntos crearon la línea de muebles Klismos, recreando muebles griegos antiguos con cierta precisión
La fase clásica del modernismo se alió con el art déco, y encontró de nuevo a favor las líneas simples de los klismós: las sillas klismos diseñadas por el arquitecto danés Edvard Thomspon fueron ilustradas en Architekten, 1922. En 1960, T. H. Robsjohn-Gibbings conoció a los ebanistas griegos Susan y Eleftherios Saridis, y juntos crearon una línea de muebles klismos, recreando con cierta precisión muebles griegos antiguos, incluyendo sillas klismós.

## Construcción
La curva larga y elegante de era muy difícil de realizar; tenía que ser obtenida de una sola pieza de madera, construida usando un ensamblaje de caja y espiga, doblando la madera con vapor,[25] o haciendo que la madera se doblara durante el crecimiento.
El asiento estaba construido con cuatro duelas de madera torneadas, amarradas a las patas; una red de cordones o tiras de cuero sostenía un cojín o una piel. El klismós fue un invento específicamente griego, sin una inspiración anterior detectable.